# イヴ・ショーヴァン
イヴ・ショーヴァン（Yves Chauvin、1930年10月10日 - 2015年1月28日）はフランスの化学者。フランス石油研究所の名誉研究部長を務め、フランス科学アカデミーの会員であった。ベルギー・ウェスト＝フランデレン州メーネン出身。
1970年代初頭にオレフィンメタセシスの反応機構を提案した。この業績により2005年にロバート・グラブス、リチャード・シュロックとともにノーベル化学賞を受賞した。
2015年、トゥールで死去。84歳没。